# بهمن کیارستمی
بهمن کیارستمی (زادهٔ ۲۰ مرداد ۱۳۵۷ در تهران) کارگردان، مستندساز، تدوین‌گر، تهیه‌کننده و فرزند عباس کیارستمی کارگردان مشهور ایرانی است.

## حرفه و زندگی
او پس از دو سال تحصیل، دانشگاه را رها کرد و فعالیت به‌عنوان کارگردان را ادامه داد. او یک برادر بزرگ‌تر به نام احمد دارد.

## فیلم‌شناسی
- اِکسُدوس (۱۳۹۸، مستند[۳])
- منیر (۱۳۹۳، مستند)
- تاکسی (۱۳۸۷، مستند)
- جواد (دربارهٔ جواد یساری خوانندهٔ ایرانی) (۱۳۸۷، مستند)
- شبیه‌خوانی (هنر تعزیه در ایران) (۱۳۸۵، مستند)
- باغ ایرانی (۱۳۸۳، مستند)
- زیارت (۱۳۸۳، مستند)
- دو کمانچه (دربارهٔ رضا درخشانی و بهرام بردی‌کر) (۱۳۸۳، مستند)
- کفار (۱۳۸۲، مستند)
- زالو (۱۳۸۱، مستند)
- شوش را دیدم (۱۳۸۱، مستند)
- نور (۱۳۸۰)
- تباکی (۱۳۷۹، مستند)
- مرتضی ممیز (دربارهٔ زندگی و آثار مرتضی ممیز - ۱۳۷۵، مستند)
- سفری به دیار مسافر (۱۳۷۲)